# Borgonovo Val Tidone
Borgonovo Val Tidone ist eine italienische Gemeinde (comune) mit 8227 Einwohnern (Stand 31. Dezember 2023) in der Provinz Piacenza, Region Emilia-Romagna. 

## Geographie
Die Gemeinde liegt etwa 20 Kilometer westsüdwestlich von Piacenza und etwa 55 Kilometer südöstlich von Mailand. 
Die Gemeinde liegt am Tidone im gleichnamigen Tal, dem Val Tidone, und südlich des Po.

## Geschichte

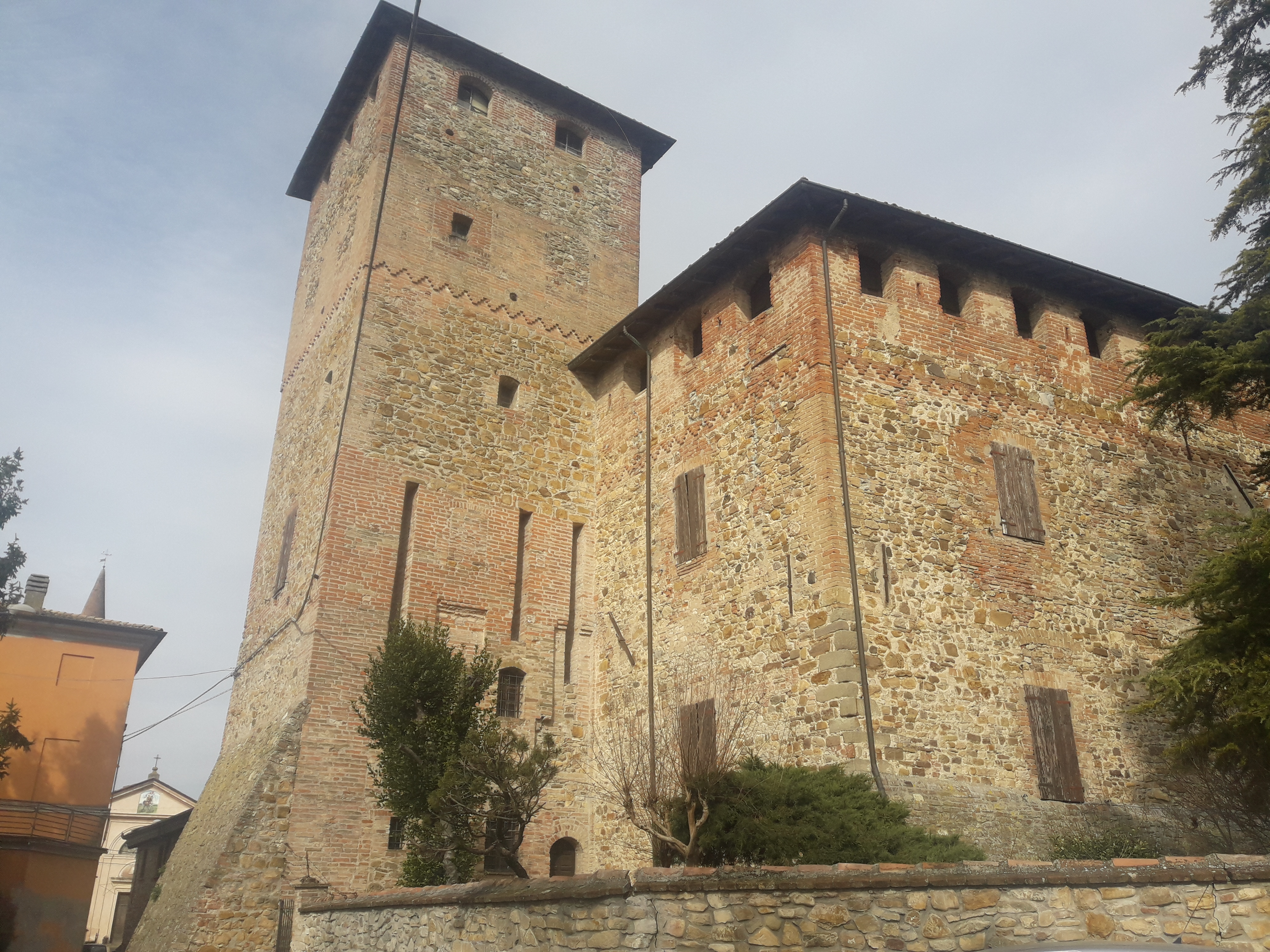
Castello di Corano

Borgonovo ist eine Gründung Piacenzas aus dem Jahre 1196 als Befestigungsanlage und Planstadt (Rechteckanlage). 

## Verkehr
Die frühere Strada Statale 412 della Val Tidone (heute Provinzstraße) führt von der Provinz Pavia kommend durch die Gemeinde zum Lago di Trebecco.

## Persönlichkeiten
- Giovanni Battista Guadagnini (1711–1786), Geigenbauer
- Eliseu Maria Coroli (1900–1982), Prälat von Guamá
- Francesco Alberoni (1929–2023), Soziologe